# Herpysma
Herpysma là một chi thực vật có hoa trong họ, Orchidaceae.